# Moholm
Moholm är en tätort i Töreboda kommun i norra Västergötland, belägen 15 kilometer söder om Töreboda och 30 kilometer norr om Skövde.

## Historia
År 1859 öppnades på gränsen mellan Mo och Hjälstads socknar en järnvägsstation på den då nya Västra stambanan. Den fick namnet Moholm, efter Moholms herrgård belägen öster om samhället. 1874 öppnades en bibana som förband Mariestad med stambanan, och Moholm kom att bli en järnvägsknut. 1961 lades järnvägen till Mariestad ner.
År 1891 blev samhället också tingsort för Vadsbo södra tingslag. Tingsverksamheten upphörde med utgången av 1970.
Mellan år 1976 och 2000 hade den kristna organisationen Teen Challenge (som under många år gick under den svenska benämningen Kristen Utmaning) en av sina kursgårdar i Moholm.
Efter kommunreformen 1862 ingick orten i Mo landskommun och Hjälstads landskommun. I dessa inrättades  21 juni 1940 Moholms municipalsamhälle. Landskommunerna med orten uppgick 1952 i Moholms kommun som även municipalsamhället tillhörde som sedan upplöstes med utgången av 1955. Orten ingår sedan 1971 i Töreboda kommun.

### Befolkningsutveckling
| Befolkningsutvecklingen i Moholm 1960–2020 | Befolkningsutvecklingen i Moholm 1960–2020 | Befolkningsutvecklingen i Moholm 1960–2020 | Befolkningsutvecklingen i Moholm 1960–2020 | Befolkningsutvecklingen i Moholm 1960–2020 |
| ------------------------------------------ | ------------------------------------------ | ------------------------------------------ | ------------------------------------------ | ------------------------------------------ |
|                                            |                                            |                                            |                                            |                                            |
| År                                         |                                            |                                            | Folkmängd                                  | Areal (ha)                                 |
| 1960                                       | 1960                                       |                                            | 600                                        |                                            |
| 1965                                       | 1965                                       |                                            | 631                                        |                                            |
| 1970                                       | 1970                                       |                                            | 605                                        |                                            |
| 1975                                       | 1975                                       |                                            | 599                                        |                                            |
| 1980                                       | 1980                                       |                                            | 666                                        |                                            |
| 1990                                       | 1990                                       |                                            | 741                                        | 106                                        |
| 1995                                       | 1995                                       |                                            | 807                                        | 108                                        |
| 2000                                       | 2000                                       |                                            | 736                                        | 108                                        |
| 2005                                       | 2005                                       |                                            | 664                                        | 108                                        |
| 2010                                       | 2010                                       |                                            | 640                                        | 108                                        |
| 2015                                       | 2015                                       |                                            | 647                                        | 103                                        |
| 2020                                       | 2020                                       |                                            | 576                                        | 104                                        |
|                                            |                                            |                                            |                                            |                                            |

## Samhället
Strax öster om Moholm ligger Moholms herrgård och Mo kyrka.

## Näringsliv
Ortens största företag är Skaraborgs Städ AB, Betongbyggarna AB, Notposten AB och Moholms säteri AB. Ortens fotbollslag heter Moholms SK, förkortas MSK och spelar division 6 på Mogårdsvallen.